# Massey Ferguson 399
Le Massey Ferguson 399 est un tracteur agricole produit de 1987 à 1997 par la firme Massey Ferguson.

## Historique

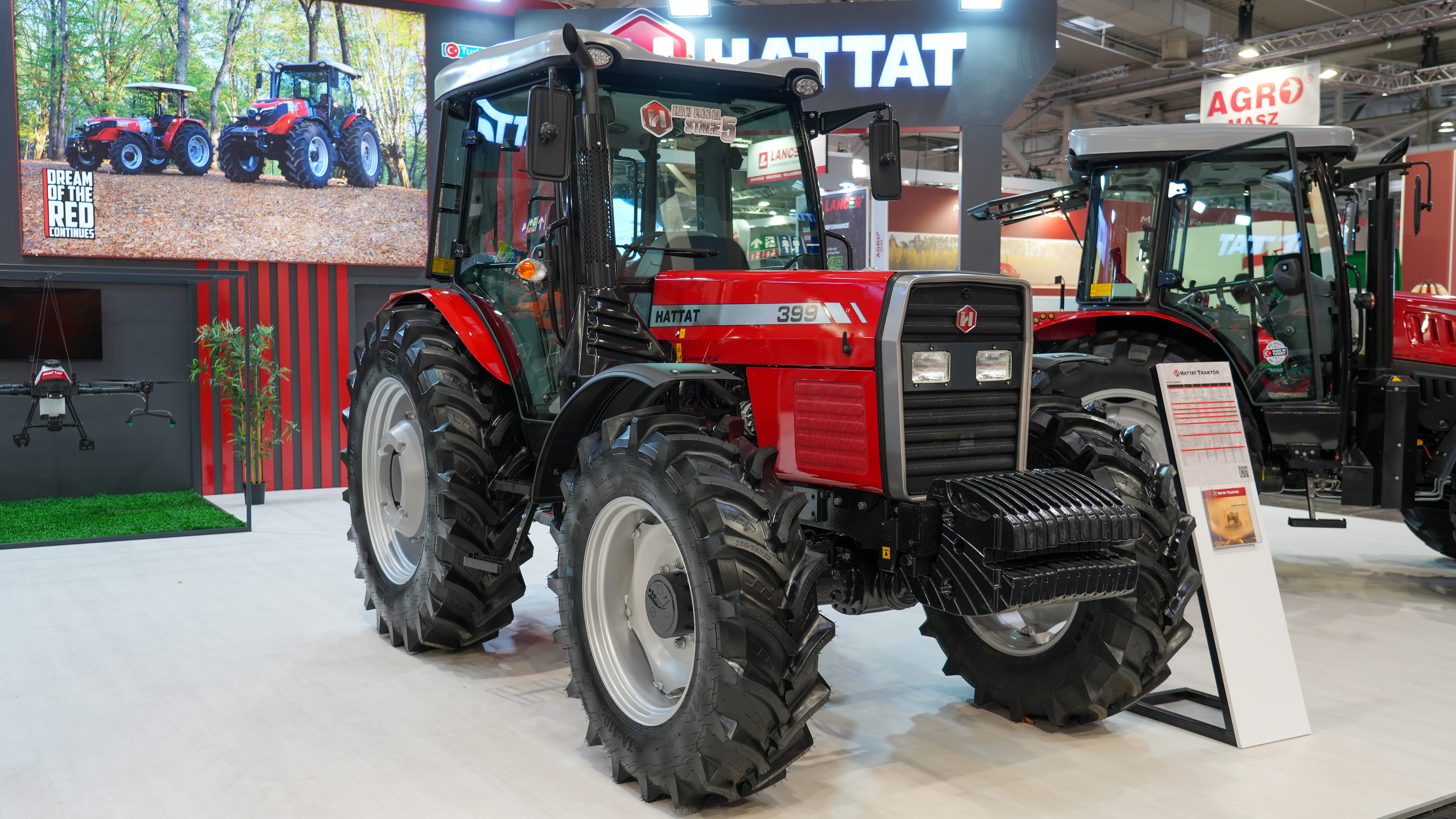
Hattat 399.

La production du Massey Ferguson 399 débute en 1987 dans les usines de Beauvais en France et de Coventry au Royaume-Uni. En 1991, un nouveau type de moteur Perkins augmente la puissance de l'engin et de nouvelles options de boîte de vitesses sont proposées. Le dernier tracteur de ce modèle sort des chaînes en 1997.
La seconde version du tracteur est beaucoup plus recherchée que la première sur le marché de l'occasion.
Au milieu des années 2010, le firme turque Hattat reprend la fabrication d'anciens modèles Massey Ferguson avec la même dénomination, la même apparence, la même base mécanique mais avec de nouveaux moteurs Perkins respectant la réglementation antipollution. Le Hattat 399 (110,1 ch) fait partie des modèles proposés,.

## Caractéristiques
Dans sa première version, le tracteur est équipé d'un moteur atmosphérique Perkins Diesel A6.354.4 à six cylindres, d'une cylindrée de 5,8 L et développant une puissance de 96 ch à 2 200 tr/min. La seconde version reçoit un moteur de la même marque, toujours sans turbocompresseur mais du modèle 1006.6 dont la cylindrée est portée à 6 L et la puissance à 102,6 ch à 2 200 tr/min,.
Les transmissions varient également avec l'évolution du modèle. La première version n'est équipée que d'une boîte synchronisée à douze rapports avant et quatre rapports arrière. La seconde version peut recevoir en outre une boite à seize rapports avant et six arrière. Dans tous les cas, la vitesse maximale du tracteur s'établit entre 29 et 30 km/h,.
Dans ses deux versions, le tracteur est équipé d'une prise de force arrière tournant à 540 ou 1 000 tr/min selon l'option choisie.